# Wissensallmende
Als Wissensallmende bezeichnet man gemeinsames geistiges Gut (Gemeingut) der modernen Informationsgesellschaft.

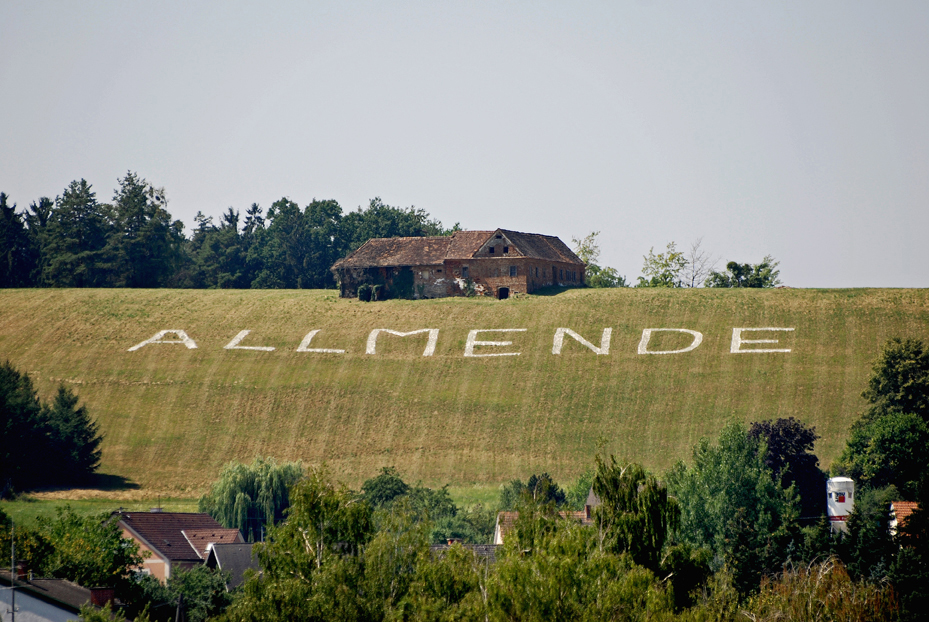
Landschaftskunst in Österreich (2013)

Der Begriff Wissensallmende beschreibt gemeinsam genutzte, immaterielle Ressourcen wie Freie Software, das Computer-Betriebssystem Linux oder freies Wissen wie die Wikipedia (Kollektive Intelligenz). Abgeleitet ist der Begriff von der mittelalterlichen Wirtschaftsform Allmende, bei der Land einer Gemeinschaft gehörte und von ihren Mitgliedern gemeinsam genutzt wurde.
Da es bei Wissensallmenden um eine geistige Ressource, nämlich um Informationen geht, spielt die Allmendeproblematik keine Rolle: Im Unterschied zu Acker- oder Weideland verlieren Informationen durch intensivere Nutzung nicht an Wert.

## Begriffsherkunft

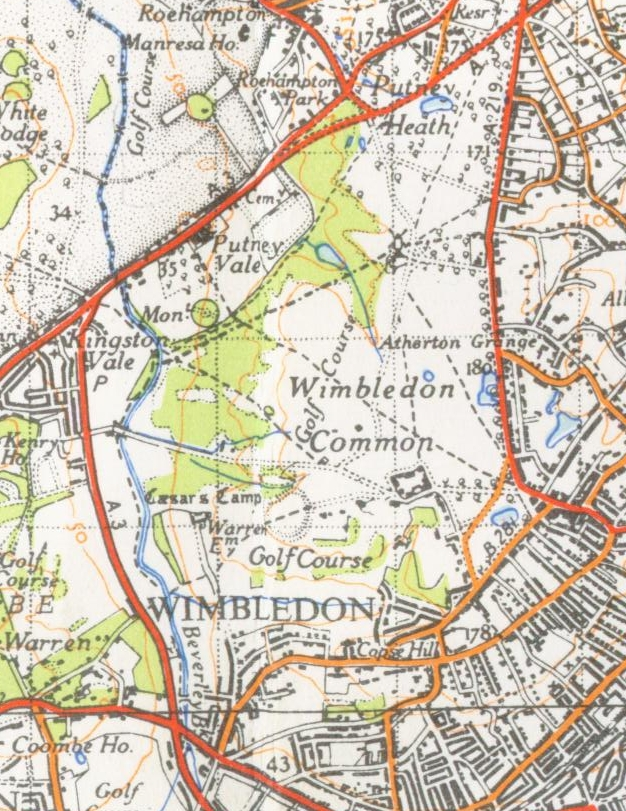
Karte des Wimbledon Common in London

Der Begriff Wissensallmende kam seit Mitte der 1990er Jahre auf. In Deutschland wurde er unter anderem von Volker Grassmuck im Jahre 2000 in einer Workshop-Präsentation mit dem Titel Die Wissens-Allmende eingeführt und durch Attac verbreitet. Der deutsche Begriff der Allmende entspricht dem englischen commons; es handelt sich demnach um eine dem Englischen analoge Begriffsbildung. Grassmuck beruft sich vor allem auf die Thesen des Karlsruher Philosophen Helmut F. Spinner sowie des Rechtswissenschaftlers Lawrence Lessig. Im Jahr 2012 wurde das Konzept auf der ersten internationalen Konferenz zur Wissensallmende weiter ausgearbeitet.

## Gemeingut und Information
Die Wissensallmende bildet auch den geistigen Bezugsrahmen für Freie Software und die Open-Source- sowie Open-Content-Bewegung. Der für die freie Software wesentliche Punkt ist die Abkopplung der Ideenwirtschaft von der normalen Güterwirtschaft (Spinner 1994), die in Beziehung gesetzt werden kann mit dem so genannten Wissenskommunismus der Wissenschaft (vgl. Robert K. Merton): Mit seiner Veröffentlichung wird das Wissen zum Gemeingut der Forschungsgemeinschaft. Es kann von anderen uneingeschränkt genutzt, überprüft und weiterentwickelt und auch in der Lehre und Ausbildung genutzt werden, ohne dass z. B. Lizenzgebühren anfallen. Im „Sondermilieu“ der Wissenschaften können so durch kollektive, vernetzte Anstrengungen Ergebnisse erreicht werden, welche die Arbeiten Einzelner und auch einzelner Teams übertreffen. Wissenschaftler erhalten im Wissenskommunismus als Anerkennung für ihre Mitarbeit keine Geldzahlungen – ihr Gehalt beziehen die Beteiligten in der Regel von staatlichen, teils auch privatwirtschaftlichen Arbeitgebern, die sie für diese wissenschaftliche Betätigung freistellen. Stattdessen gibt es ein symbolisches Entgelt in Form von fachlicher Reputation, wie sie sich z. B. an der Zahl der Einträge im Citation Index ablesen lässt. Statt eines Monopolverwertungsrechts, wie es das Patentsystem für Erfindungen gewährt, steht hier das Recht auf Namensnennung im Vordergrund (siehe auch Intellektuelles Kapital).
Auch Richard Stallman beruft sich auf diese jahrhundertealte Tradition der Wissenschaft:

„Der fundamentale Akt von Freundschaft unter denkenden Wesen besteht darin, einander etwas beizubringen und Wissen gemeinsam zu nutzen. Dieser gute Wille, die Bereitschaft, unserem Nächsten zu helfen, ist genau das, was die Gesellschaft zusammenhält und was sie lebenswert macht.“

Als Musterbeispiele für derartige Entwicklungen gelten das Internet, die Unix-Derivate *BSD und GNU/Linux, das GNU-Projekt sowie freie und Open-Source-Software. Auch die Wikipedia gehört hierher als Beispiel für Freie Inhalte.